# 998 Bodea
998 Bodea, asteroid glavnog pojasa. Otkrio ga je Karl Wilhelm Reinmuth, 6. kolovoza 1923.

## Vanjske poveznice
- Minor Planet Center